# Communauté de communes de la Basse Marche
Die Communauté de communes de la Basse Marche ist ein ehemaliger französischer Gemeindeverband mit der Rechtsform einer Communauté de communes im Département Haute-Vienne in der Region Nouvelle-Aquitaine. Sie wurde am 31. Dezember 1997 gegründet und umfasste elf Gemeinden. Der Verwaltungssitz befand sich im Ort Le Dorat.

## Historische Entwicklung
Mit Wirkung vom 1. Januar 2017 fusionierte der Gemeindeverband mit 
- Communauté de communes du Haut Limousin sowie
- Communauté de communes Brame-Benaize

und bildete so die Nachfolgeorganisation Communauté de communes Haut Limousin en Marche.

## Ehemalige Mitgliedsgemeinden
1. Azat-le-Ris
2. La Bazeuge
3. La Croix-sur-Gartempe
4. Darnac
5. Dinsac
6. Le Dorat
7. Oradour-Saint-Genest
8. Saint-Sornin-la-Marche
9. Tersannes
10. Thiat
11. Verneuil-Moustiers